# Kenneth Morgan Abbott
Kenneth Morgan Abbott (* 3. Mai 1906 in Lincoln, Nebraska; † 21. Juli 1988 in Columbus, Ohio) war ein US-amerikanischer klassischer Philologe, der von 1934 bis 1976 als Dozent bzw. Professor an der Ohio State University wirkte.

## Leben
Kenneth Morgan Abbott studierte Klassische Philologie in Harvard, wo er 1928 den Bachelor-Grad erlangte. Sein Promotionsstudium absolvierte er an der University of Illinois at Urbana-Champaign bei William Abbott Oldfather, mit dem er zeit seines Lebens engen Kontakt hielt. 1934, im Jahr seiner Promotion, heiratete er auch die Tochter seines Doktorvaters, Helen Oldfather.
Noch im selben Jahr ging Abbott an die Ohio State University, wo er bis an sein Lebensende lehrte und forschte – zunächst als Dozent, später als Professor of Classics. Von 1937 bis 1938 erhielt er das Stipendium der Elizabeth Clay Howald Scholarship. Nach dem Tod seines Schwiegervaters übernahm er gemeinsam mit seiner Frau dessen nachgelassene Manuskripte. Mehrere Gastprofessuren führten ihn an die University of Illinois (1945–1946, 1958, 1965 und 1969–1970), an die University of Iowa (1957) und an die University of Waterloo (1968). Von 1959 bis 1960 hielt er sich als Stipendiat des Fulbright-Programms in Rom auf. 1976 trat er in den Ruhestand.
In den 42 Jahren seines Wirkens an der Ohio State University entfaltete Abbott eine reiche Lehrtätigkeit, die für das Institut bestimmend war. In seiner Forschung widmete er sich vornehmlich sprachwissenschaftlichen Themen: Er erstellte gemeinsam mit seinem Doktorvater einen Index zu Ciceros Briefen und untersuchte die lateinische Bühnensprache der Spätantike.